# Canon EOS 100D
650D 200D
Le Canon EOS 100D (Rebel SL1 en Amérique du nord et EOS Kiss X7 au Japon) est un appareil photographique reflex numérique de 18 mégapixels, de format APS-C, de dimensions particulièrement réduites, et destiné au grand public. Ses caractéristiques sont similaires à celles du 650D et du 700D, en dehors de l'écran orientable et d'un flash moins puissant.
Canon a reçu pour ce boîtier les prix TIPA (Technical Image Press Association) du meilleur reflex « entrée de gamme » et EISA (SLR camera) en 2013.

## Caractéristiques
- Capteur CMOS de 18 mégapixels effectifs.
- Processeur d'images DIGIC 5.
- écran arrière LCD 3 pouces (7,7 cm) de 1 040 000 points.
- Autofocus 9 collimateurs dont 1 croisé au centre
- Mode rafale jusqu'à 4 images par seconde
- Sensibilité ISO 100–6400 extensible à 25600
- Vidéo 1080p avec autofocus continu (Hybrid CMOS AF II)
- Objectifs Canon EF/EF-S.
- Formats de fichiers : JPEG, RAW (14-bit CR2).